# Ardoisières de Travassac
Les ardoisières de Travassac sont un site d'exploitation de schistes ardoisiers situé près du lieu-dit Travassac, dans la commune française de Donzenac, en Corrèze. Depuis la fermeture des ardoisières de Trélazé, il s'agit de l'une des deux dernières carrières d'ardoise en activité de France, et la seule à bénéficier d'une ouverture au public touristique (site des pans de Travassac).
L'exploitation économique du gisement s'opère sous le nom Ardoisières de Corrèze, sur les deux sites d'extraction de Travassac et d'Allassac.

## Géologie
Le site figure à l'inventaire régional du patrimoine géologique.

## Historique
Lancée au XVIIe siècle, l'activité a fortement diminué et presque cessé à la fin du XXe siècle, avant de redémarrer à petite échelle sur les deux sites de Travassac et d'Allassac.